# Le Journal d'une femme de chambre (film, 1946)
Pour les articles homonymes, voir Le Journal d'une femme de chambre (homonymie).
Pour plus de détails, voir Fiche technique et Distribution.
Le Journal d'une femme de chambre (The Diary of a Chambermaid) est un film américain réalisé par Jean Renoir, sorti en 1946, adaptation du roman éponyme d'Octave Mirbeau, paru en 1900.

## Synopsis
Célestine, une femme de chambre, est engagée dans le château des Lanlaire, en Normandie. Elle va découvrir progressivement une maison et une famille pleines de secrets et de zones d'ombre, dans une atmosphère qui mêle amours, drôlerie, et arrière-fond politique d'un monde encore divisé entre les défenseurs d'une république naissante et ceux qui regrettent le monde passé, d'avant 1789.
Les Lanlaire ne vivent que pour leur fils, Georges, gravement malade. Georges s'éprend de Célestine, et sa mère tente de les rapprocher. Mais Joseph, le valet de chambre, également amoureux de la jeune femme, essaie de contrecarrer ses plans.

## Fiche technique
- Titre : Le Journal d'une femme de chambre
- Titre original : The Diary of a Chambermaid
- Réalisation : Jean Renoir
- Scénario : Burgess Meredith d'après le roman éponyme d'Octave Mirbeau et la pièce d'André Heuzé, André de Lorde et Mme Thielly-Norès, de 1931
- Photographie : Lucien Andriot
- Musique : Michel Michelet
- Décors : Eugène Lourié et Julia Heron
- Costumes : Barbara Karinska, Greta Karinska et Laure Lourié (non créditée)
- Production : Benedict Bogeaus, Paulette Goddard (non créditée) et Burgess Meredith
- Société de production : Benedict Bogeaus Production
- Société de distribution : United Artists
- Pays de production :  États-Unis
- Format : Noir et blanc - Son : Mono (Western Electric Recording)
- Genre : Drame
- Durée : 91 minutes
- Dates de sortie :
  - États-Unis : 15 février 1946
  - France : 9 juin 1948

## Distribution
- Paulette Goddard : Célestine
- Burgess Meredith : le capitaine Mauger
- Hurd Hatfield : Georges Lanlaire
- Francis Lederer : Joseph
- Judith Anderson : Mme Lanlaire
- Florence Bates : Rose
- Irene Ryan : Louise
- Reginald Owen : le capitaine Lanlaire
- Almira Sessions : Marianne

## Appréciation critique
« Le recul permet d'année en année de mieux mesurer la qualité et l'importance de l'avant-dernier film américain de Jean Renoir. Longtemps seul L'Homme du Sud bénéficia d'un préjugé favorable à cause de son « réalisme », mais Le Journal, je pense, est encore plus beau et plus pur. Renoir y satisfait sans retenue et dans une éblouissante unité de style l'un des projets fondamentaux de son inspiration : la synthèse du comique et du drame. La Règle du Jeu n'était encore qu'un « drame gai » : Le Journal est une tragédie burlesque, aux confins de l'atrocité et de la farce.[...]
C'est aussi sans doute avec Le Journal que Renoir se dégage totalement cette fois du réalisme de son œuvre française. Tout ici, jusqu'à l'extraordinaire vérité des détails vestimentaires, est intégré à une sorte de fantasque cruel aussi transposé qu'un monde théâtral.[...] 
Aussi bien est-ce peut-être ici que prendra source la hantise du théâtre qui marquera de plus en plus l'évolution de Renoir. C'est peut-être pour la première fois que nous discernons dans l'œuvre de Renoir, non plus le théâtre, mais la théâtralité à l'état pur. »

— André Bazin, Jean Renoir, éditions Champ libre, 1971